# Bernard Haitink
Bernard Johan Herman Haitink (Amsterdã, 4 de março de 1929 – Londres, 21 de outubro de 2021) foi um violinista e maestro neerlandês.

## Biografia
Haitink nasceu em Amsterdã, filho de Willem Haitink e Anna Haitink. Estudou música no Conservatório de Amsterdã. Ele tocou violino em orquestras e depois fez cursos de regência com Ferdinand Leitner em 1954 e 1955.

### Carreira
Haitink começou como segundo maestro da Orquestra Da União de Rádios Holandesas em 1955. Ele tomou o posto de maestro chefe da Rádio Filarmônica Holandesa em 1957. Sua estréia como maestro com a Orquestra Real do Concertgebouw ocorreu dia 7 de Novembro de 1956, substituindo o maestro indisposto Carlo Maria Giulini. Depois da morte repentina de Eduard van Beinum, Haitink foi nomeado o primeiro maestro da Orquestra do Concertgebouw no dia 1 de Setembro de 1959, Haitink ficou nesse posto até 1988. Em 1999 ele foi nomeado o maestro honorário da Orquestra Real do Concertgebouw.
Fora da Holanda, Haitink foi o maestro principal da Orquestra Filarmônica de Londres de 1967 até 1979. Haitink também serviu como diretor musical do Festival de Glyndebourne de 1978 até 1988. Ele ganhou a mesma posição no Royal Opera House, Covent Garden entre 1987 até 2002. De 2002 até 2004 ele foi o maestro chefe da Ópera Estatal de Dresden. Seu contrato inicial eta até 2006, mas ele se demitiu em 2004 por causa de disputa com Gerd Uecker.
Como maestro convidado, Haitink serviu como principal maestro convidado da Orquestra Sinfônica de Boston, entre 1995 e 2004, a partir de 2004 ele tornou-se maestro emérito. Ele também apareceu com a Orquestra Nacional da França e a Orquestra Sinfônica de Londres. No começo da década de 2000 ele gravou as sinfonias completas de Beethoven e Brahms com a Orquestra Sinfônica de Londres em concertos ao vivo. Haitink também teve um associação continua com a Filarmônica de Viena e a Orquestra Sinfônica da Rádio Bávara. Haitink é um membro honorário da Filarmônica de Berlim. Em abril de 2006, depois de duas semanas muito aclamadas com a Orquestra Sinfônica de Chicago, ele foi o maestro efetivo de 2006 e 2007.
O repertório de Haitink é muito extenso, como por exemplo as sinfonias completas de Beethoven, Brahms, Schumann, Tchaikovsky, Bruckner, Mahler, Shostakovich e Ralph Vaughan Williams.
Haitink morreu em 21 de outubro de 2021, aos 92 anos de idade, em Londres.

## Discografia
- 1993 Johannes Brahms: Alto Rhapsody com Jard Van Nes e Tanglewood Festival Chorus (Philips)
- 1992 Johannes Brahms: Haydn Variations (Philips)
- 1994 Johannes Brahms: Nanie com Tanglewood Festival Chorus (Philips)
- 1990 Johannes Brahms: Tragic Festival (Philips)
- 1994 Johannes Brahms: Sinfonia n.º 1 (Philips)
- 1990 Johannes Brahms: Sinfonia n.º 2 em ré maior, Op. 73 (Philips)
- 1993 Johannes Brahms: Sinfonia n.º 3 (Philips)
- 1992 Johannes Brahms: Sinfonia n.º 4 em mi menor, Op. 98 (Philips)
- 1997 Johannes Brahms: Piano Concerto No. 2, Pianist: Emanuel Ax (Sony)
- 1996 Maurice Ravel: Alborada del Gracioso (Philips)
- 1996 Maurice Ravel: Bolero (Philips)
- 1989 Maurice Ravel: Daphnis et Chloe com Tanglewood Festival Chorus (Philips)
- 1995 Maurice Ravel: Ma Mere l'Oye (Philips)
- 1995 Maurice Ravel: Menuet antique (Philips)
- 1995 Maurice Ravel: Rapsodie espagnole (Philips)
- 1996 Maurice Ravel: Le tombeau de Couperin (Philips)
- 1995 Maurice Ravel: La Valse (Philips)
- 1996 Maurice Ravel: Valses nobles et sentimentales (Philips)